# Sorbische Volksversammlung
Die Sorbische Volksversammlung (obersorbisch Serbska narodna zhromadźizna, niedersorbisch Serbska narodna zgromaźina) war eine reformistische Bürgerbewegung während der Wendezeit, die von Sorben getragen wurde.

## Geschichte
Im Herbst 1989 trafen sich erstmals Sorben mit dem Gedanken, eine Gruppierung zu gründen, die in der Zeit des Umbruchs die Interessen und Forderungen des sorbischen Volkes artikulieren sollte. Das erste Treffen fand am 11. November 1989 statt. Bis Mitte 1991 traten die Mitglieder der Versammlung an die Öffentlichkeit.
Die Sorbische Volksversammlung sah sich als Reformbewegung zur staatlichen und SED-nahen Domowina und nicht direkt als Konkurrenz zu dieser. Ihr Anliegen war es, ein neues Programm sowie eine personelle und strukturelle Veränderung innerhalb der Domowina herbeizuführen.
Weitere Forderungen waren u. a. die territoriale Neustrukturierung der administrativen Grenzen der Lausitz.
Zu den Akteuren der SVV gehörten unter anderem Jan Nuk, Ludmila Budar, Benedikt Dyrlich und Jan Mahling.

## Sorbischer Runder Tisch

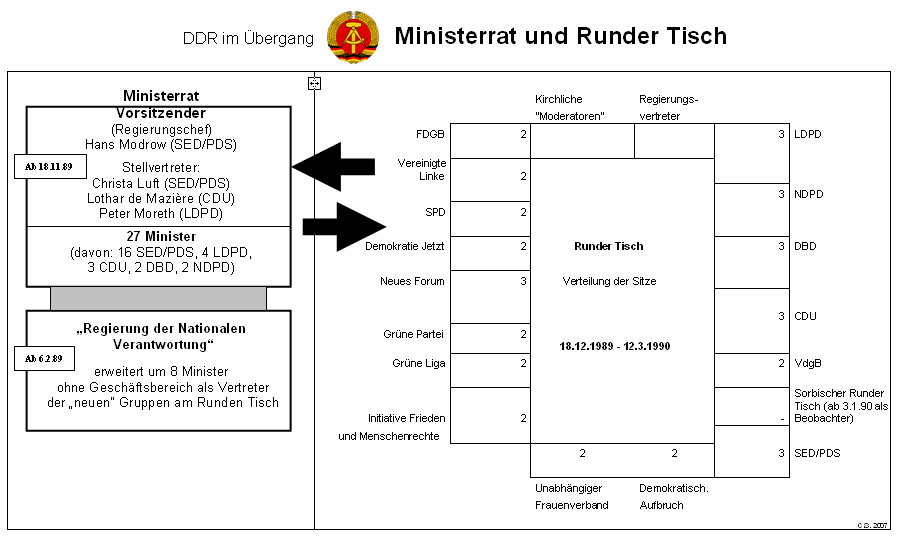
Teilnehmer am Runden Tisch in der DDR

Der Sorbische Runde Tisch (obersorbisch Serbske kulojte blido, niedersorbisch Serbske kulowate blido) war ein regelmäßig stattfindendes Treffen, welches maßgeblich durch die Sorbische Volksversammlung initiiert wurde.
Das erste Treffen war am 19. Dezember 1989 und brachte die Domowina, die Sorbische Volksversammlung, den Cyrill-Methodius-Verein und die Redaktion der sorbischen Tageszeitung Nowa Doba an einen Tisch und versuchte, gemeinsame Forderungen aufzustellen.
Hauptanliegen war – wie von der Sorbischen Volksversammlung gefordert – eine Neugliederung der Lausitz, wobei mehrere Optionen diskutiert wurden, u. a. ein autonomes sorbisch-lausitzisches Gebiet (Serbska Łužica – Sorbische Lausitz) innerhalb der BRD oder die Angliederung der kompletten Lausitz an Sachsen. Außerdem sollte Sorbisch zweite Amtssprache der Region werden. Beide Forderungen wurden jedoch nicht umgesetzt.
Der Sorbische Runde Tisch hatte ab dem 3. Januar 1990 beim Runden Tisch der DDR einen Beobachterstatus.